# Devilline
Le devilline est un minéral sulfaté de formule chimique CaCu4(SO4)2(OH)6 • 3H2O. Le nom est donné en hommage au chimiste français, Henri Etienne Sainte-Claire Deville (1818–1881). Son symbole IMA est Dev.
La devilline cristallise dans le système monoclinique. Cristallographiquement, il contient trois vecteurs de longueurs inégales et deux paires de vecteurs sont perpendiculaires tandis que l'autre paire fait un angle différent de 90°. La devilline est prismatique et appartient à la classe cristalline 2/m et au groupe spatial P 21/c. C'est un minéral anisotrope, ce qui signifie que le minéral a des propriétés optiques différentes dans différentes directions et se montre biaxe négatif, c'est-à-dire qu'il contient deux axes optiques. Elle a un relief minéral modéré, car elle semble se démarquer lorsqu'elle est vue sous une lumière polarisée et dépend de l'indice de réfraction du minéral.
La devilline est un minéral secondaire rare et inhabituel trouvé dans les parties oxydées des gisements de minerai de sulfure de cuivre. Étant donné qu'elle se trouve dans de telles zones d'oxydation, elle est souvent d'origine post-minière. On en trouve dans les mines du monde entier.

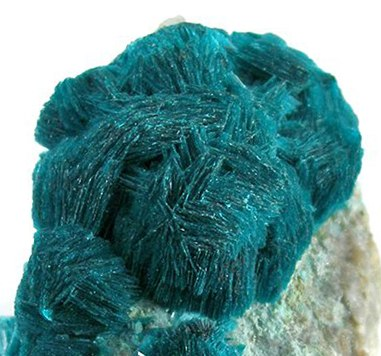
Spécimen extrêmement important du minéral anciennement connu sous le nom de "Herrengrundite". Issu des découvertes du milieu des années 1800 à Špania Dolina en Slovaquie.

## Groupe de la devilline
Les minéraux du groupe de la devilline sont, sauf pour l'un, des sulfates monocliniques. 
| Minéral       | Formules chimiques           | Système cristallin |
| ------------- | ---------------------------- | ------------------ |
| Campigliaïte  | Cu4Mn2+(SO4)2(OH)6 · 4H2O    | Monoclinique       |
| Devilline     | CaCu4(SO4)2(OH)6 · 3H2O      | Monoclinique       |
| Kobyashevite  | Cu5(SO4)2(OH)6 · 4H2O        | Triclinique        |
| Kténasite     | Zn(Cu,Zn)4(SO4)2(OH)6 · 6H2O | Monoclinique       |
| Lautenthalite | PbCu4(SO4)2(OH)6 · 3H2O      | Monoclinique       |
| Serpiérite    | Ca(Cu,Zn)4(SO4)2(OH)6 · 3H2O | Monoclinique       |